# Инкотермс
Inkoterms ili Internacionalna komercijalna pravila predstavljaju niz predefinisanih komercijalnih pravila koje objavljuje Međunarodna trgovinska komora (eng. ICC) na temu međunarodnog trgovinskog prava. Ona se široko koriste u međunarodnim transakcijama ili procesima nabavke, a njihovo korišćenje ohrabruju trgovinski saveti, sudovi i međunarodni advokati. Inkoterms, niz troslovnih trgovinskih pravila koja se odnose na uobičajene ugovore o prodajnim običajima, su primarno namenjena za jasnu komunikaciju između zadataka, troškova i rizika povezanih sa globalnim ili internacionalnim transakcijama i dostavama dobara. Inkoterms obaveštavaju o kupoprodajnim ugovorima koji definišu odgovarajuće obaveze, troškove i rizike koji su uključeni u isporuku robe od prodavca do kupca, ali oni sami ne zaključuju ugovore, ne određuju cenu koja se plaća, valutu ili  uslove kredita, ne regulišu ugovorno pravo ili definišu gde se prebacuje pravo na prenos robe.
Inkoterms pravila su prihvaćena od strane vlada, pravnih organa i praktičara širom sveta za tumačenje najčešće korišćenih pravila u međunarodnoj trgovini. Namera im je da smanje ili uklone sve neizvesnosti koje proizilaze iz različitog tumačenja pravila u različitim zemljama. Kao takvi, oni se redovno uključuju u ugovore o prodaji širom sveta.
„Inkoterms” je registrovani zaštitni znak Međunarodne trgovinske komore.
Prvi rad koji je objavila Međunarodna trgovinska komora o pravilima međunarodne trgovine objavljen je 1923. godine, a prvo izdanje poznato kao Inkoterms objavljeno je 1936. godine. Pravila za Inkoterms izmenjena su 1953, 1967, 1976, 1980, 1990, i 2000, sa osmom verzijom - Inkoterms 2010 — objavljenom prvog januara 2011. godine. Međunarodna trgovinska komora je započela konsultacije o novoj reviziji Inkoterms-a, koja će se zvati Inkoterms 2020.

## Inkoterms 2010
Inkoterms 2010 je osmo izdanje predefinisanih međunarodnih ugovornih pravila, koje je objavila Međunarodna trgovinska komora, koja je objavila i prvo izdanje još 1936. godine. Inkoterms 2010 definiše 11 pravila, za 2 manje nego Inkoterms 2000. Četiri pravila iz verzije iz 2000. godine („Isporučeno na granici”; eng. DAF, „Dostavljeno na brod”; eng. DES, „Dostavljeno na pristanište”; eng. DEQ, „Isporučeno neocarinjeno”; eng. DDU) su uklonjena i zamenjena za dva nova pravila („Dostavljeno na terminal"; eng DAT, „Dostavljeno na mesto"; eng. DAP) u pravilima iz 2010. godine.
U prethodnoj verziji, pravila su podeljena u četiri kategorije, dok su 11 pravila iz Inkoterms 2010 podeljena u dve kategorije u zavisnosti od metoda isporuka. Veća grupa od sedam pravila može se koristiti bez obzira na
metodu transporta, dok se manja grupa od četiri pravila primenjuje samo na trgovinu kod kojih
se koristi isključivo transport brodom u kome se može proveriti stanje dobara koje se prevozi na utovaru
u brod. Dakle, ne smeju se koristiti za kontejnerizovan teret, druge kombinovane načine
transporta, ili za drumski, vazdušni  ili šinski transport.
Inkoterms 2010 takođe definiše dostavu. Prethodno, pravila za dostavu su bila definisana neformalno, 
ali se sad definišu kao „prenos rizika gubitka ili oštećenja [robe] sa prodavca na kupca”."

## Inkoterms u propisima vlade
Pod nekim nadležnostima, carinski troškovi dobara se računaju prema različitim pravilima: na primer u Indiji, carina se računa u odnosu na eng.CIF vrednost dobara, a u Južnoj Africi se računa u odnosu na FOB vrednost dobara. Zbog ovoga uobičajeno je da ugovori za izvoz ka ovim državama koriste ova pravila, iako nisu najprikladnija za izabran način transporta. U ovakvim slučajevima mora se obratiti velika pažnja da se sa klijentom razjasne tačke u kojima postoje troškovi i rizici.

## Definisani izrazi u Inkoterms-u
Postoje određeni izrazi koji imaju specifično značenje unutar pravila. Neki od važnijih su:
- Isporuka: Trenutak u transakciji u kom se rizik gubitka ili oštećenja robe prenosi sa prodavca na kupca.
- Prispeće: Trenutak do kog je prevoz plaćen
- Franko: Obaveza prodavca da isporuči robu do naznačenog mesta gde je preuzima prevoznik
- Prevoznik: Svako lice koje se ugovorom o prevozu obavezuje da će izvršiti ili obezbediti prevoz železnicom, drumom, vazduhom, morem, unutrašnjim plovnim putevima ili kombinacijom ovih vidova transporta
- Špediter: Firma koja definiše ili pomaže u izradi aranžmana za otpremu
- Terminal: Bilo koje prekriveno ili neprekriveno mesto poput pristaništa, skladišta, kontejnerskog dvorišta ili drumskog, železničkog ili avionskog teretnog terminala
- Spremanje za izvoz: Slanje izvozne deklaracije pošiljaoca i dobijanje dozvole za izvoz

## Varijacije Inkotermsa
Stranke koje prihvataju Inkoterms treba da budu oprezne po pitanju njihove namere i varijacija. Želja stranaka bi trebalo da bude jasno izražena i suzdržana od neformalnog usvajanja. Takođe, izrada dodataka ili varijacija u značenju određenog termina treba pažljivo izvršena jer neuspeh stranaka u korišćenju bilo koji trgovinskog termina može dovesti do neočekivanih rezultata.

### Franko fabrika; eng. EXW (naznačeno mesto isporuke)
Prodavac robu stavlja na raspolaganje u svojim objektima ili na nekom drugom mestu. Ovo pravilo postavlja maksimalnu odgovornost na kupca i minimalnu odgovornost na prodavca. Pravilo Franko fabrika se često koristi prilikom izrade inicijalne ponude za prodaju robe bez ikakvih troškova. 
Franko fabrika znači da kupac preuzima rizike za donošenje robe do njenog krajnjeg odredišta. Ako prodavac ne utovar robu na vozila za sakupljanje i na carini je, ili ako prodavac utovari robu, to čini na rizik i cenu kupca. Ako se stranke saglase da prodavac treba da bude odgovoran za utovar robe pri odlasku i da snosi rizik i sve troškove takvog utovara, ova izmena mora biti jasno izražena eksplicitnim tekstom u ugovor o prodaji. 
Prodavac nema obavezu da sastavlja ugovor o prevozu, kao ni kupac – kupac može prodati robu svojim kupcima za preuzimanje iz skladišta originalnog prodavca. Međutim, uobičajena praksa je da kupac organizuje preuzimanje tereta sa određene lokacije i odgovoran je za carinjenje robe. Kupac je odgovoran za popunjavanje sve izvozne dokumentacije, iako prodavac ima obavezu da pribavi informacije i dokumente na zahtev kupca o njegovom trošku. 
Ovi dokumentarni zahtevi mogu dovesti do dva glavna problema. Prvo, odredba za kupca da popuni izvoznu deklaraciju može biti poteškoća u nekim određenim nadležnostima (ne samo u Evropskoj uniji) gde carinski propisi zahtevaju da deklarant bude ili fizičko ili pravno lice u okviru  date nadležnosti. Ako se kupac nalazi izvan carinske nadležnosti, neće biti u mogućnosti da carini robu, što znači da kupac može da prijavi robu na ime prodavca, iako su izvozne formalnosti odgovornost kupca po pravilu EXW.
Drugo, većina nadležnosti zahteva od kompanija da dostave dokaz o izvozu u svrhe oporezivanja. U EXW pošiljci, kupac nije u obavezi da pruži takav dokaz prodavcu, ili čak da izvozi robu. U carinskoj nadležnosti kao što je Evropska unija, to bi učinilo prodavca odgovornim za porez na promet kao da je roba prodata domaćem kupcu. Stoga je od najvažnije da se o ovim pitanjima razgovara sa kupcem pre nego što se ugovor sklopi. Može se desiti da je drugo pravilo, kao FCA, možda prikladnije, jer ono stavlja teret za deklarisanje robe za izvoz na prodavca, što omogućava veću kontrolu nad procesom izvoza.

### Franko prevoznik; eng. FCA (naznačeno mesto isporuke)
Prodavac isporučuje robu, koja je ocarinjena, na dogovoreno mesto (pod robom se mogu podrazumevati sopstveni objekti prodavca). Roba se može dostaviti prevozniku koga je imenovao kupac, ili drugoj stranki koju je  takođe imenovao kupac. 
Ovo pravilo je u mnogim aspektima zamenilo FOB u savremenoj upotrebi, iako se kritična tačka rizika prenosi sa utovara na brod do imenovanog mesta. Takođe treba napomenuti da izabrano mesto isporuke utiče na obaveze utovara i istovara robe na tom mestu. 
Ako se isporuka vrši u objektima prodavca, ili na bilo kojoj drugoj lokaciji koja je pod njegovom kontrolom, prodavac je odgovoran za utovar robe na prevoznika kupca. Međutim, ako se isporuka vrši na bilo kom drugom mestu, smatra se da je prodavac isporučio robu onda kada je njihov transport stigao do naznačenog mesta; kupac je odgovoran zaistovar i utovar robe na sopstvenog prevoznika.

### Prevoz plaćen do; eng. CPT (naznačeno mesto odredišta)
CPT zamenjuje C&F i CFR pravila za sve vrste transporta van pomorskog transporta bez kontejnera.
Prodavac plaća prevoz robe do navedenog odredišta. Međutim, smatra se da je roba isporučena kada se preda prvom ili glavnom prevozniku, tako da se rizik prenosi na kupca nakon predaje robe na mestu isporuke u zemlji izvoza. 
Prodavac je odgovoran za troškove porekla uključujući carinjenje i troškove prevoza do naznačenog odredišta (bilo do krajnje destinacije, kao što su objekti kupca ili luka.
Međutim to treba biti dogovoreno između kupca i prodavca).
Ako kupac zahteva od prodavca na pribavi osiguranje, umesto CPT treba razmotriti pravilo CIP.

### Prevoz i osiguranje plaćeni do; eng. CIP (naznačeno mesto odredišta)
Ovo pravilo je uglavnom slično gore navedenom CPT pravilu, sa izuzetkom da je prodavac dužan da pribavi osiguranje za robu u tranzitu. CIP zahteva od prodavca da osigura robu za 110% njene vrednosti, pod najmanje minimalnim pokrićem klauzula Instituta za teret od Instituta Londonskih osiguravača (koje bi bile klauzule instituta za teret (C)), ili bilo koji sličan skup klauzula. Polisa treba da bude u istoj valuti kao i ugovor, ali i treba da omogući kupcu, prodavcu i bilo kome ko ima osiguravajući interes da podnesu zahtev. 
CIP se može koristiti za sve vrste transporta, dok bi pravilo CIF trebalo koristiti samo za pomorski transport.

### Isporučeno na terminalu; eng. DAT (naznačen terminal na luci ili mestu odredišta)
Ovo pravilo zahteva od prodavca da isporuči iskrcanu robu na naznačeni terminal. Prodavac pokriva sve troškove transporta (izvozne takse, prevoz, istovar od glavnog prevoznika u odredišnoj luci i troškove odredišne luke) i preuzima sve rizike do dolaska u odredišnu luku ili terminal. 
Terminal može biti luka, aerodrom, ili unutrašnja teretna razmena, ali mora biti objekat sa mogućnošću primanja pošiljke. Ako prodavac nije u mogućnosti da organizuje istovar, trebalo bi razmotriti isporuku pod uslovima DAP pravila.
Sve troškove nakon istovara (na primer: carine, prevoz, poreze) snosi kupac. Međutim, važno je napomenuti da će bilo kakva naknada za kašnjenje ili ležanje na terminalu uglavnom snositi prodavac.

### Isporučeno u mestu; eng. DAP (naznačeno mesto odredišta)
Inkoterms 2010 definiše DAP kao „Isporučeno na mestu“ – prodavac je ispunio svoju obavezu kada je učinio robu dostupnim kupcu na prevoznom sredstvu spremnom za istovar na navedenom mestu odredišta. Pod uslovima DAP, rizik prelazi sa prodavca na kupca od tačke koja je navedena u ugovoru o isporuci.
Kada se roba spremi za isporuku, potrebno pakovanje vrši prodavac o svom trošku, tako da roba stigne do konačnog odredišta sigurno. Sve neophodne pravne formalnosti u zemlji izvoznici vrši prodavac o svom trošku i riziku.
Nakon dolaska robe u zemlju odredišta, carinjenje u zemlji uvoznici mora biti popunjeno od strane kupca, na primer, uvozna dozvola, dokumenti koje zahteva carina i slično, uključujući sve carine i poreze. 
Pod uslovima DAP, svi troškovi prevoza sa bilo kojim terminalnim troškovima plaća prodavac do dogovorene odredišne tačke. Potreban trošak istovara na krajnjoj destinaciji mora snositi kupac.

### Isporučeno i ocarinjeno; eng. DDP (naznačeno mesto odredišta)
Prodavac je odgovoran za isporuku robe do naznačenog mesta u zemlji kupca i plaća sve troškove unošenja robe uključujući uvozne carine i poreze. Prodavac nije odgovoran za istovar. Ovo pravilo se često koristi umesto pravila FIS. Ovo pravilo postavlja maksimalnu odgovornost na prodavca i minimalnu odgovornost na kupca. Nikakav rizik i odgovornost se ne prenosi na kupca dok se roba ne dostavi na naznačeno mesto odredišta.
Najvažnije razmatranje za uslove DDP je da je prodavac odgovoran za carinjenje robe u zemlji kupca, uključujući plaćanje carina i poreza i dobijanje neophodnih registracija od strane vlasti u toj zemlji. Osim ako pravila i propisi u zemlji kupca nisu dobro shvaćeni, DDP pravila mogu predstavljati veoma veliki rizik kako u smislu kašnjenja tako i u nepredviđenim dodatnim troškovima, i treba ih koristiti s oprezom.

## Pravila za morski i unutrašnji vodni transport
Da biste utvrdili da li je neka lokacija kvalifikovana za ova četiri pravila, pogledajte Kodeks Ujedinjenih Nacija za Trgovinu i Transportne Lokacije. (UN/LOCODE)'.
Četiri pravila koja su definisana u Međunarodnim komercijalnim pravilima 2010 za međunarodnu trgovinu gde se transport u potpunosti obavlja vodom su kao u nastavku. Bitno je napomenuti da ovi uslovi uglavnom nisu pogodni za pošiljke u kontejnerima za transport; trenutak u kome rizik i odgovornost za robu prolazi je kada se roba ukrca na brod, ako je roba zapečaćena u kontejneru, u ovom trenutku je nemoguće proveriti stanje robe. 
Takođe, može se napomenuti da se trenutak u kom rizik prolazi ove uslove promenio od ranijih izdanja Međunarodnih komercijalnih pravila, gde je rizik prolazio kada roba prođe ogradu broda.

### eng.FAS – Franko uz bok broda
Prodavac je ispunio svoju obavezu kada je roba stavljena uz brod kupca u ugovorenoj luci otpreme. To znači da kupac snosi sve troškove i sav rizik za gubljenje, odnosno oštećenje robe od tog trenutka. FAS pravilo zahteva od prodavca da spremi robu za izvoz, što je suprotno od prošlih verzija Međunarodnih komercijalnih pravila koja su zahtevala da kupac dobije izvozno odobrenje. Međutim, ukoliko stranke žele da kupac spremi robu za izvoz, to treba jasno definisati dodavanjem eksplicitnog teksta o ovom efektu u ugovor o prodaji. Ovo pravilo bi trebalo da se koristi samo za ne-kontejnerski pomorski i unutrašnji transport.

### eng.FOB – Franko brod
Po FOB pravilu prodavac snosi sve troškove i rizike do trenutka kada je roba ukrcana na brod. Odgovornost prodavca nije gotova u tom trenutku osim ako je roba „prisvojena ugovoru“ odnosno da je „jasno izdvojena ili na drugi način identifikovana kao ugovorna roba“. Stoga, eng.FOB ugovor nalaže prodavcu da isporuči robu na brodu koji kupac odredi na uobičajen način u određenoj luci. U ovom slučaju, prodavac je takođe u obavezi da carini robu za izvoz. S druge strane, kupac plaća trošak morskog teretnog transporta, troškove teretnice, osiguranje, troškove istovara i troškove transporta od luke do odredišta. S obzirom da su Inkoterms 1980 uveli Inkoterm eng.FCA, eng.FOB bi trebalo koristiti samo za ne-kontejnerski pomorski i kopneni transport. Međutim, eng.FOB se često nepravilno koristi za sve vrste transporta uprkos ugovornim rizicima koji se mogu pojaviti. U nekim zemljama uobičajenih prava kao što su Sjedinjene Američke Države, eng.FOB nije povezan sa prevozom robe morem, već se koristi i za kopneni prevoz na bilo kojem „brodu, autu ili drugom vozilu“

### eng.CFR – Cena sa vozarinom
Prodavac plaća za prevoz robe do odredišne luke. Rizik se prebacuje na kupca kada je roba ukrcana na brod u zemlji izvoza. Prevoznik je odgovoran za troškove porekla uključujući izvozno carinjenje i troškove prevoza do navedene luke. Prevoznik nije odgovoran za isporuku do krajnjeg odredišta iz luke (uglavnom objekata kupca), niti za kupovinu osiguranja. Ako kupac zahteva od prodavca da nabavi osiguranje, treba razmotriti Inkoterm eng.CIF. eng.CFR bi trebalo koristiti samo za ne-kontejnerski morski ili unutrašnji vodni transport, za sve druge vrste transporta treba ga zameniti za eng.CPT. 

### eng.CIF – Cena, vozarina i osiguranje
Ovo pravilo je veoma slično gore pomenutom CFR pravilu, sa izuzetkom da je prodavac dužan da nabavi osiguranje za robu u tranzitu do odredišne luke. eng.CIF zahteva od prodavca da osigura robu za 110% njene vrednosti pod minimalnim pokrićem klauzula Instituta za teret od Instituta Londonskih osiguravača (koje bi bile klauzule instituta za teret (C), ili bilo koji sličan skup klauzula). Polisa bi trebalo da bude u istoj valuti kao i ugovor. Prodavac takođe mora da preda i neophodne dokumente, da pribavi robu od dobavljača ili da zatraži od kupca potraživanje od osiguravača. Dokumenti uključuju (najmanje) fakturu, polisu osiguranja i teretnicu. Ova tri dokumenta predstavljaju troškove, osiguranje i teret eng.CIF-a. Obaveza prodavca prestaje kada se dokumenti predaju kupcu. Tada, kupac treba da plati dogovorenu cenu. Još jedna stvar koju treba razmotriti jeste ta, da CIF treba koristiti samo za ne-kontejnerski pomorski transport, za sve ostale vrste transporta treba ga zameniti za eng.CIP.

## Raspodela troškova kupcu/prodavcu prema Inkotermsu 2010
| Inkoterms 2010 | Utovar na mestu porekla | Izvozne carinske deklaracije | Prenos do luke izvoza | Istovar kamiona u luci izvoza | Utovar na brod/avion u luci izvoza | Prenos(morski/vazdušno) do luke uvoza | Osiguranje | Istovar u luci uvoza | Utovar u kamion u luci uvoza | Prenos do mesta odredišta | Uvozno carinjenje | Uvozne dužnosti i takse | Istovar na odredištu |
| eng.EXW        | Kupac                   | Kupac                        | Kupac                 | Kupac                         | Kupac                              | Kupac                                 | Kupac      | Kupac                | Kupac                        | Kupac                     | Kupac             | Kupac                   | Kupac                |
| eng.FCA        | Prodavac                | Prodavac                     | Prodavac              | Kupac                         | Kupac                              | Kupac                                 | Kupac      | Kupac                | Kupac                        | Kupac                     | Kupac             | Kupac                   | Kupac                |
| eng.FAS        | Prodavac                | Prodavac                     | Prodavac              | Prodavac                      | Kupac                              | Kupac                                 | Kupac      | Kupac                | Kupac                        | Kupac                     | Kupac             | Kupac                   | Kupac                |
| eng.FOB        | Prodavac                | Prodavac                     | Prodavac              | Prodavac                      | Prodavac                           | Kupac                                 | Kupac      | Kupac                | Kupac                        | Kupac                     | Kupac             | Kupac                   | Kupac                |
| eng.CPT        | Prodavac                | Prodavac                     | Prodavac              | Prodavac                      | Prodavac                           | Prodavac                              | Kupac      | Kupac/Prodavac       | Kupac/Prodavac               | Prodavac                  | Kupac             | Kupac                   | Kupac                |
| eng.CFR        | Prodavac                | Prodavac                     | Prodavac              | Prodavac                      | Prodavac                           | Prodavac                              | Kupac      | Kupac                | Kupac                        | Kupac                     | Kupac             | Kupac                   | Kupac                |
| eng.CIF        | Prodavac                | Prodavac                     | Prodavac              | Prodavac                      | Prodavac                           | Prodavac                              | Prodavac   | Kupac                | Kupac                        | Kupac                     | Kupac             | Kupac                   | Kupac                |
| eng.CIP        | Prodavac                | Prodavac                     | Prodavac              | Prodavac                      | Prodavac                           | Prodavac                              | Prodavac   | Kupac/Prodavac       | Kupac/Prodavac               | Prodavac                  | Kupac             | Kupac                   | Kupac                |
| eng.DAT        | Prodavac                | Prodavac                     | Prodavac              | Prodavac                      | Prodavac                           | Prodavac                              | Prodavac   | Prodavac             | Kupac                        | Kupac                     | Kupac             | Kupac                   | Kupac                |
| eng.DAP        | Prodavac                | Prodavac                     | Prodavac              | Prodavac                      | Prodavac                           | Prodavac                              | Prodavac   | Prodavac             | Prodavac                     | Prodavac                  | Kupac             | Kupac                   | Kupac                |
| eng.DDP        | Prodavac                | Prodavac                     | Prodavac              | Prodavac                      | Prodavac                           | Prodavac                              | Prodavac   | Prodavac             | Prodavac                     | Prodavac                  | Prodavac          | Prodavac                | Kupac                |

nb. Za Inkoterme koji počinju sa D ne postoji obaveza pružanja osiguranja, ali ipak osiguravajući rizik ide na račun prodavca.

## Raspodela rizika na kupca/prodavca prema Inkotermsu 2010
Rizik i cena nisu uvek isti za Inkoterms. U mnogim slučajevima, rizik i cena idu zajedno, ali to nije uvek slučaj. 
Pravila za transport na moru i unutrašnje plovne puteve: 
| Inkoterm 2010 | Prodavac | Prenosilac | Luka/terminal | Na brodu | Luka/terminal | Kupac |
| eng.FOB       | Prodavac | Prodavac   | Prodavac      | Prodavac | Kupac         | Kupac |
| eng.FAS       | Prodavac | Prodavac   | Prodavac      | Kupac    | Kupac         | Kupac |
| eng.CFR       | Prodavac | Prodavac   | Prodavac      | Prodavac | Kupac         | Kupac |
| eng.CIF       | Prodavac | Prodavac   | Prodavac      | Prodavac | Kupac         | Kupac |

Pravila za bilo koji tip transporta
| Inkoterms 2010 | Prodavac | Prenosilac | Luka       | Brod       | Luka       | Terminal   | Imenovano mesto | Kupac    |
| eng.EXW        | Prodavac | Kupac      | Kupac      | Kupac      | Kupac      | Kupac      | Kupac           | Kupac    |
| eng.FCA        | Prodavac | Prodavac   | Kupac      | Kupac      | Kupac      | Kupac      | Kupac           | Kupac    |
| eng.CPT        | Prodavac | Prodavac   | Kupac      | Kupac      | Kupac      | Kupac      | Kupac           | Kupac    |
| eng.CIP        | Prodavac | Prodavac   | Osiguranje | Osiguranje | Osiguranje | Osiguranje | Osiguranje      | Kupac    |
| eng.DAT        | Prodavac | Prodavac   | Prodavac   | Prodavac   | Prodavac   | Prodavac   | Kupac           | Kupac    |
| eng.DAP        | Prodavac | Prodavac   | Prodavac   | Prodavac   | Prodavac   | Prodavac   | Prodavac        | Kupac    |
| eng.DDP        | Prodavac | Prodavac   | Prodavac   | Prodavac   | Prodavac   | Prodavac   | Prodavac        | Prodavac |

## Prethodni uslovi izInkotermsa 2000uklonjeni izInkotermsa 2010
Iako ovi uslovi ne postoje u trenutnoj verziji Inkotermsa, moguće je da se oni mogu videti u ugovorima o kupovnom nalogu. U ovom slučaju se mora povesti računa da bi se osiguralo da se obe strane dogovore oko svojih obaveza.

### eng.DAF – Isporučeno na granici (navedeno mesto isporuke)
Ovaj uslov može da se koristi kada se roba prenosi železnicom i drumom. Prodavac plaća prenos do imenovanog mesta isporuke na granici. Kupac organizuje carinjenje i plaća prevoz od granice do njegove fabrike. Prolazak rizika se dešava na granici.

### eng.DES – Isporučeno sa broda
Kada se roba isporučuje sa broda, prolazak rizika se ne javlja dok brod ne stigne u navedenu odredišnu luku i roba bude dostupna za istovar kupcu. Prodavac plaća iste troškove za teret i osiguranje kao što bi i pod eng.CIF uslovom. Za razliku od eng.CFR i eng.CIF uslova, prodavac je pristao da snosi ne samo troškove, već i rizik i vlasništvo do dolaska broda u navedenu luku. Troškovi istovara robe i bilo kojih carina, poreza itd. su za kupca. Često se koristi u isporuci rasutih roba, kao što su ugalj, žitarice, suve hemikalije, gde prodavac ili poseduje ili je zakupio sopstveni brod.

### eng.DEQ – Isporučeno sa keja (navedeno mesto isporuke)
Ovo je slično eng.DES-u, ali prolazak rizika se ne javlja dok se roba ne istovari u luci ispuštanja.

### eng.DDU – Isporučena neplaćena carina (navedeno mesto odredišta)
Ovaj uslov znači da prodavac isporučuje robu kupcu na navedenom mestu odredišta u ugovoru o prodaji. Ovo je transakcija u međunarodnoj trgovini gde je prodavac odgovoran za bezbednu dostavu robe do navedenog odredišta, plaćajući sve troškove prenosa i carinjenja ali ne i porez. Prodavac snosi rizike i troškove vezane za prenošenje robe do mesta isporuke, gde kupac postaje odgovoran za plaćanje poreza i carine.

## Inkoterms 2020
Očekuje se da se novi Inkotermi pojave u poslednjem kvartalu 2019, spremni da stupe na snagu 1. januara 2020. ICC-ova grupa za izradu nacrta Inkotermsa 2020 sadrži advokate, trgovce i predstavnike kompanija iz celog sveta, uglavnom iz Evrope, ali takođe i iz Kine i Australije.

## Spoljašnje veze
- Incoterms rules from the International Chamber of Commerce
- Export.gov: Incoterms®  Архивирано на веб-сајту  (23. април 2019)
- United Nations Code for Trade and Transport Locations (UN/LOCODE)